# Платан Пушкіна

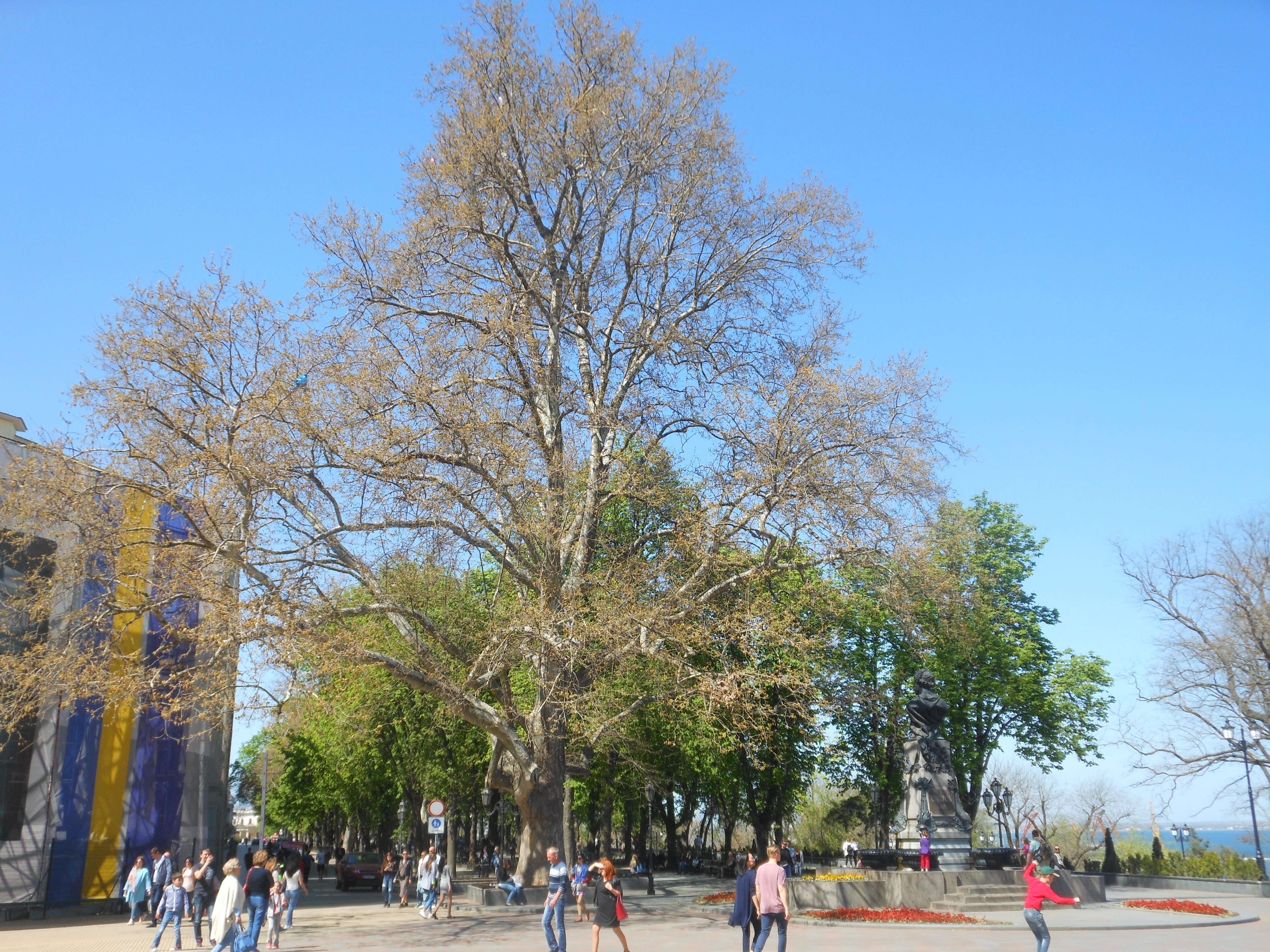
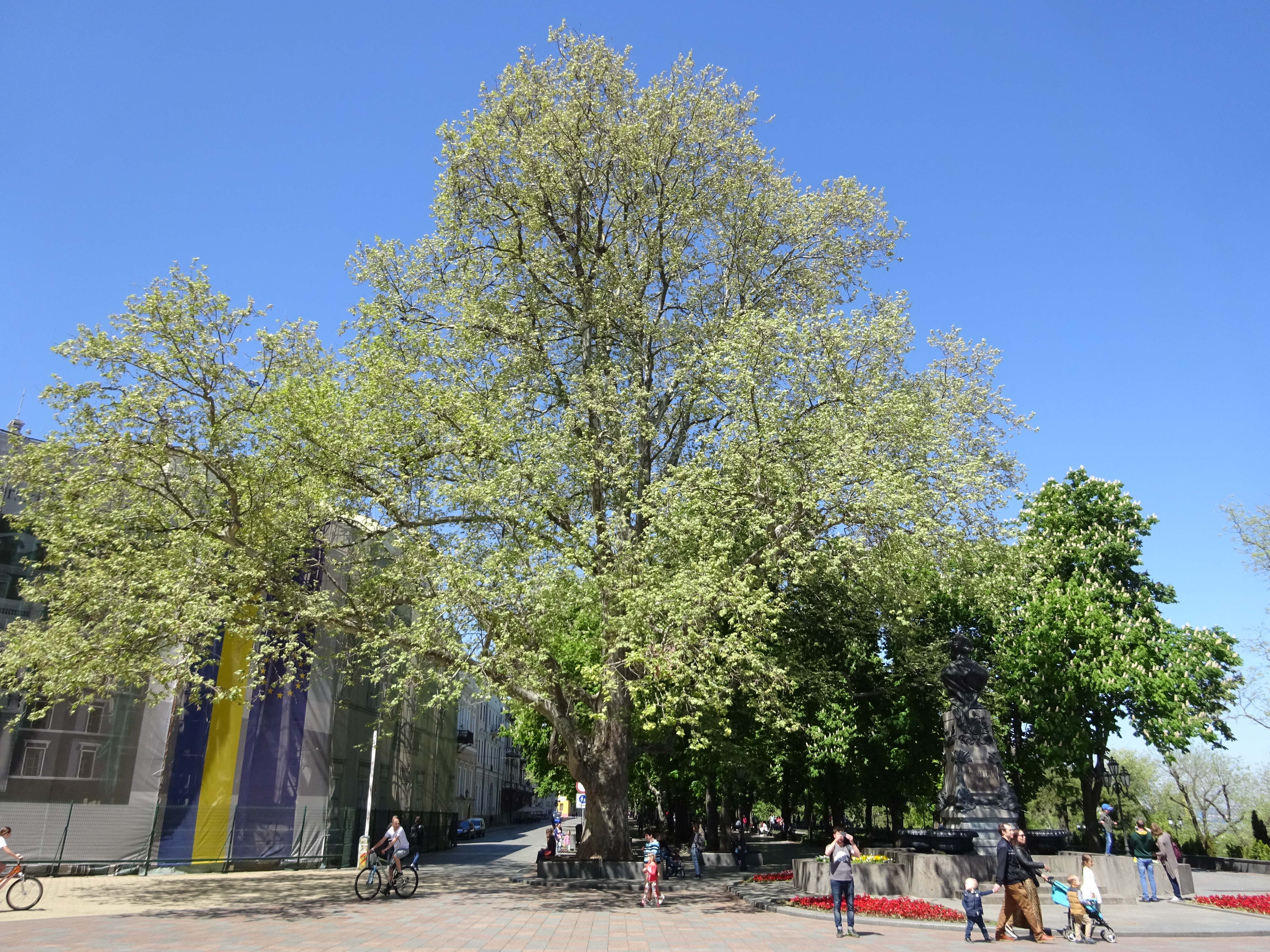
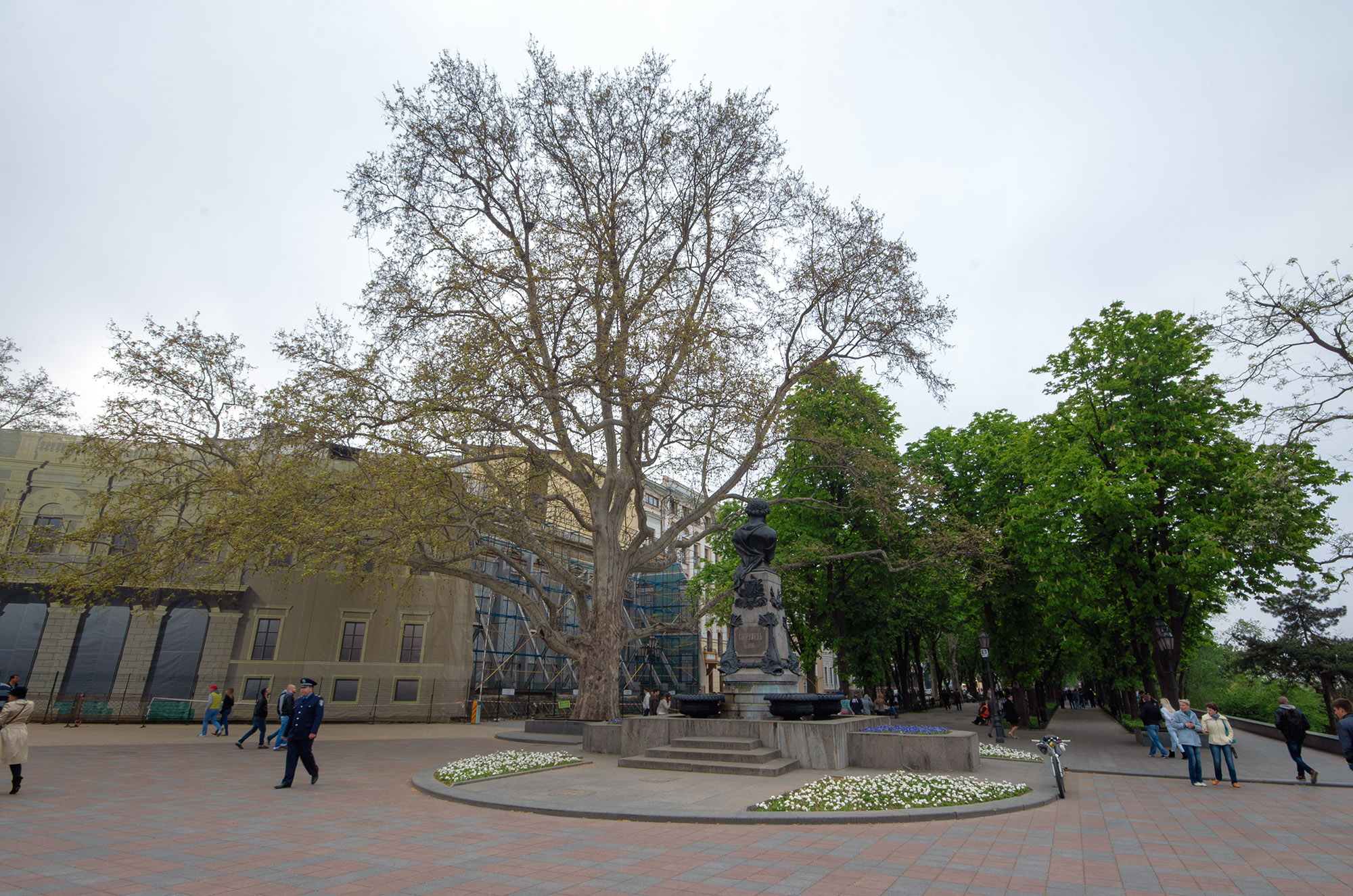

Плата́н Пу́шкіна (Пушкінський платан) — ботанічна пам'ятка природи місцевого значення в Україні. Об'єкт природно-заповідного фонду Одеської області. 
Розташований у центральній частині міста Одеса, на Приморському бульварі, біля пам'ятника О. Пушкіну. 
Площа — 0,01 га. Статус надано згідно з рішенням облвиконкому від 18.05.1972 року № 234, від 02.10.1984 року № 493. Перебуває у віданні комунального підприємства «Міськзелентрест». 
Статус надано для збереження декоративного дерева — платана західного (Platanus occidentalis). Обхват близько 4 м. Висота близько 30 м. Вік близько 200 років. За легендою, був посаджений О. Пушкіним. 